# Albert Westerburg
Albert Daniel Ludwig Heinrich Lothar Westerburg (* 27. März 1846 in Kettenbach (Nassau); † 3. Juli 1903 in Bad Godesberg) war ein deutscher Politiker, Mitglied des Preußischen Herrenhauses und Oberbürgermeister der Städte Hanau und Kassel.

## Leben
Westerburg wurde 1846 in Kettenbach (Nassau) als Sohn eines Pfarrers geboren und studierte nach seinem Abitur Rechts- und Staatswissenschaften in Heidelberg, Leipzig und Berlin. Von 1872 bis 1873 war er Regierungsassessor im Justizministerium in Berlin, danach bis 1885 Hilfs- und Landrichter in Brilon und Duisburg. Er wurde Abgeordneter des Rheinischen Landtags für Barmen-Elberfeld (Deutsche Fortschrittspartei), von 1885 bis 1887 Stadtrat in Frankfurt am Main und von 1887 bis 1893 Oberbürgermeister von Hanau, wo er umfangreiche Sielarbeiten durchführen ließ und den Bau des Hanauer Mainhafens vorbereitete. Am 28. Oktober 1892 fand seine Wahl zum Oberbürgermeister von Kassel statt. Als Kasseler Stadtoberhaupt wurde er im Februar 1893 eingeführt. Von 1893 bis 1899 war er Oberbürgermeister von Kassel. Er war 1897 erster Träger der goldenen Amtskette der Stadt Kassel. Ab 1895 war er Mitglied des Preußischen Herrenhauses. Er war Mitglied des Provinziallandtages der Provinz Hessen-Nassau und von 1890 bis 1900 Mitglied des Kommunallandtages Kassel. Als Oberbürgermeister war er aus gesundheitlichen Gründen zum Ende seiner Amtszeit ab 1898 eingeschränkt. Er blieb jedoch nominell bis 1899 im Amt.

## Ehrungen
In Hanau und Kassel wurden Straßen nach ihm benannt.

## Schriften
- Die Abweisung in angebrachter Art nach gemeinem und preußischem Rechte. Brilon 1874.
- Zur Lehre von der Societät und von der communio incidens. In: Beiträge zur Erläuterung des deutschen Rechts. Jg. 20=N.F. Jg. 5, 1876, S. 199–208.
- Beiträge zur Lehre vom Urtheil. Zwei civilprozessualische Abhandlungen, Berlin 1880.
- Ueber die rechtliche Natur der Frankfurter sogenannten Wallservitut. Zugleich ein Beitrag zur Geschichte des deutschen Baurechts, Frankfurt am Main 1887.